# Route nationale 557
Die N557 war von 1933 bis 1973 eine französische Nationalstraße, die in zwei Teilen zwischen der N552 südlich von Moustiers-Sainte-Marie und der N7 südöstlich von Draguignan verlief. Ihre Gesamtlänge betrug 67 Kilometer. Der kurze Abschnitt, der die N562 unterbrach, war bis 1828 Teil der alten Führung der N7. 1978 wurde der Abschnitt zwischen der N555 und N7 von der N555 übernommen und 2006 dann abgestuft. Die abgestufte Trasse wurde im Bereich des Tales der Verdon verlegt wegen des Aufstauens des Lac de Sainte-Croix.